# Pokoli lecke (album)
A Pokoli lecke című Ganxsta Zolee és a Kartel album 2001-ben jelent meg. Az albumról három kislemez látott napvilágot, úgy mint a Döglégy For Prezident, Gerilla funk, és a Mi vagyunk azok című dalok.

## Megjelenések
CD  Magyarország Private Moon Records 01-030101-20
1. Bevonulás
2. Döglégy For Prezident
3. Az ember legjobb barátja
4. Kartel Anthem X.
5. Egy psichopata naplója
6. Gerilla funk
7. Kartel Anthem XI.
8. Viva Mexico
9. A popszakma rémei
10. Mi vagyunk azok
11. Vamos River
12. Hímsoviniszta
13. Steve II. (A halott mikrofon)
14. Az öreg iskola
15. Kőbánya blues II.
16. Trógerek
17. Másnap (A kemény piások balladája)
18. Kartel Anthem XII.
19. Sith
20. Kifele menet